# EMadlangeni
eMadlangeni (officieel eMadlangeni Local Municipality) is een gemeente in het Zuid-Afrikaanse district Amajuba, voorheen bekend als het landdrostdistrict Utrecht. eMadlangeni ligt in de provincie KwaZoeloe-Natal en telt 34.442 inwoners.
De gereformeerde gemeentes van eMadlangeni bestaan voornamelijk uit de blanke bewoners, en bedienen het hele gebied, bestaande uit Utrecht, Kingsley en Groenvlei.

## Hoofdplaatsen
Het nationaal instituut voor de statistiek, Stats SA, deelt sinds de census 2011 deze gemeente in in zes zogenaamde hoofdplaatsen (main place):
Berouw • Emadlangeni NU • Groenvlei • Kingstown • Utrecht • Waterval.